# Nahitan Nández
Nahitan Michel Nández Acosta (Punta del Este, Uruguay; 28 de diciembre de 1995) es un futbolista uruguayo, juega como mediocampista o lateral derecho, y su club actual es el Al-Qadisiyah F. C. de la Liga Profesional Saudí.

## Trayectoria

### Juveniles
Se formó futbolísticamente en Maldonado. Jugó en las divisiones inferiores de Atenas de San Carlos, Atlético Fernandino e Club Atlético Ituzaingó (Uruguay). A sus 15 años, tuvo un breve pasaje en Montevideo por Defensor Sporting pero debido a que no se adaptó volvió a su ciudad natal. En Maldonado, Nahitan fue parte de la selección departamental sub-15 y posteriormente en la sub-18 como capitán, se destacó en el Campeonato de Selecciones del Interior Sub-18, por lo que llamó la atención de equipos profesionales.
El 28 de marzo de 2013 se probó en la Cuarta División de Peñarol, convenció al entrenador Álvaro Regueira y fue fichado. Sus características eran las de un enganche, más ofensivas, pero el club lo adaptó a un juego más defensivo, como mediocampista de contención.
A fines de febrero de 2014, el club tenía varios jugadores lesionados, por lo que fue llamado para entrenar con el plantel de Primera por el entrenador Jorge Fossati.

### Peñarol
Nahitan debutó en la máxima categoría el 1 de marzo de 2014, ingresó en el minuto 55 por nada más ni nada menos que el capitán, e ídolo de la Institución, Antonio Pacheco D'Agosti ante Danubio Fútbol Club en el Estadio Jardines del Hipódromo, ganaron 0-2 y dejó una gran impresión, el propio entrenador declaró:

«Le veíamos no solo las cualidades futbolísticas sino la personalidad para entrar en este partido; pero decidí no darle la responsabilidad de entrada, sino dejarlo entrar en el partido desde el banco. Se mostró bárbaro, creo que tiene muy buena cabeza y me parece que Peñarol, si lo sabemos manejar, tiene un jugador importante en él.»

Su primer partido lo disputó con 18 años y 63 días, utilizó la camiseta número 25, la cual usó hasta el día de su partida del Manya.
En la jornada siguiente del Torneo Clausura, fue titular por primera vez, fue en el Estadio Centenario contra Rentistas, recibió una amonestación y fue reemplazado al minuto 75, con el partido empatado sin goles, pero finalmente fueron derrotados 2 a 1.
Fue titular durante 4 partidos consecutivos, pero luego dejó de ser considerado por el resto del torneo. Los carboneros realizaron un buen fin de semestre, estuvieron en primer lugar durante varias fechas, pero en la penúltima empataron y finalmente el campeón del Torneo Clausura fue Wanderers.
En su primera temporada como profesional, disputó 5 partidos y Peñarol quedó en la quinta posición de la tabla anual 2013/14. 
En la temporada siguiente, no fue contemplado en el primer equipo en las primeras jornadas. En la novena fecha del Torneo Apertura, el 11 de octubre, volvió a tener minutos con los profesionales, fue titular contra Atenas, ganaron 4-1 y mostró un buen nivel. Integró el plantel que viajó a La Plata para jugar el partido de ida de octavos de final por la Copa Sudamericana. Debutó a nivel internacional el 14 de octubre de 2014, en el Estadio Único de La Plata contra Estudiantes, jugó todo el partido pero perdieron 2-1 con un gol de penal al minuto 95 de Guido Carrillo. En la revancha, fue suplente y no tuvo minutos, ganaron 2-1 pero con un global 3-3 fueron a penales, instancia en la que ganó Estudiantes 3 a 1. Paolo Montero (DT interino del club) le brindó minutos a Nahitan en los 3 últimos partidos del Torneo Apertura.
Para el Torneo Clausura del 2015 asumió como entrenador Pablo Bengoechea, pero Nández no fue contemplado como primera opción debido a su compromiso con la selección sub-20, jugó 5 partidos y salieron campeones, lo que forzó una final contra el clásico rival. Luego de estar presente en la Copa Mundial Sub-20, regresó al país y jugó su primer clásico oficial contra Nacional. Fue en el Estadio Centenario el 14 de junio de 2015, ingresó para jugar el segundo tiempo con el partido 2-0 en contra, pero gracias a un doblete de Luis Aguiar empataron el juego, por lo que fueron a un alargue pero los tricolores convirtieron el tercer tanto y recuperaron la ventaja.
Para la temporada 2015/16 logró el puesto como titular, demostró buen nivel en los primeros encuentros y fue citado a la selección mayor de Uruguay. Al regreso de su gira internacional, jugó contra Sud América el 13 de septiembre de 2015, al minuto 51 anotó su primer gol oficial y Peñarol ganó 4 a 1. Jugó su segundo clásico oficial el 8 de noviembre, el primero como titular, jugaron en el Estadio Centenario contra Nacional, empataron 1 a 1 y fue elegido el jugador del partido. El 28 de noviembre, jugó contra Plaza Colonia, recibió su primera tarjeta roja como profesional, fue expulsado al minuto 74 y empataron 1 a 1. Nández disputó 13 partidos en el Torneo Apertura y se coronaron campeones en la última fecha al ganarle a Juventud de las Piedras 1-0. En el Torneo Clausura, quedaron en segundo lugar tras Plaza Colonia, nuevamente Nahitan tuvo una buena participación, estuvo presente en 14 de los 15 partidos disputados.
Jugaron contra Plaza una final por el Campeonato Uruguayo 2015-16, el partido se disputó el 12 de junio de 2016 en el Centenario, fue en el minuto 69 que se abrió el marcador, pero para el club de Colonia, posteriormente Diego Rossi empató el partido. Fueron a un alargue, Peñarol impuso su juego, convirtieron dos goles y ganaron 3-1. Se coronaron campeones uruguayos de la temporada 2015-16, Nahitan completó 27 partidos entre Torneos Apertura y Clausura, más 1 de la final.
En la preparación de la temporada 2017, el nuevo entrenador Leonardo Ramos consideró a Nahitan para ser el capitán del equipo. Finalmente lo confirmó y para la primera fecha del Torneo Apertura llevó la cinta de capitán. El 5 de febrero de 2017, fue por primera vez capitán de los carboneros, se enfrentaron a El Tanque Sisley en el Estadio Campeón del Siglo, Nahitan se despachó con dos goles y ganaron 4-0. Con 21 años y 39 días, se convirtió en el capitán más joven de la historia del Club Atlético Peñarol.

### Boca Juniors
A mediados de 2017, en el receso invernal, el Club Atlético Boca Juniors se interesó en contratarlo, sumado al interés de clubes de Italia, como la Fiorentina y los clubes mexicanos América y Tigres, pero finalmente se llegó a un acuerdo con el «Xeneize», quien desembolsó $4.000.000 de dólares por el 70% de su ficha.
Debutó con la camiseta de Boca el 10 de septiembre de 2017 en la victoria 1 a 0 sobre Lanús, ingresando en el segundo tiempo. Su primer gol fue contra Godoy Cruz, con un remate seco en el ángulo izquierdo Nández marcó el cuarto y último gol y selló la goleada 4-1 del conjunto xeneize en La Bombonera.
Tras la lesión de Fernando Gago en el partido que la selección argentina disputó ante Perú el 5 de octubre de 2017 por las eliminatorias de Rusia 2018, Nández ocuparía su puesto en Boca, ganándose así la titularidad. El 5 de noviembre anota en el superclásico del fútbol argentino ante Club Atlético River Plate, un gol de volea que le daría la victoria a Boca Juniors por 1-2 en el Monumental, gracias a un centro de Pablo Pérez. La parcialidad xeneize comenzó a reconocer pronto su voluntad habiendo trabado con la cabeza dos veces en los primeros meses de juego. Además, comenzó a ser muy bien considerado por Guillermo Barros Schelotto, aun teniendo un plantel repleto de figuras y jugadores de élite.
El 27 de enero de 2018, en la primera fecha luego del receso de verano, jugaría por la Superliga 2017-18 desde el arranque en el equipo que vencería al Colón de Santa Fe por 2-0. Nahitan marcó el segundo tanto de sombrero tras un pase de Carlos Tévez y salió ovacionado de la cancha por su entrega. El 9 de mayo del 2018 ganaría la Superliga 2017-18 con el equipo, Nahitan fue importante para el bicampeonato del club. También disputó la final de la Copa Libertadores 2018, en diciembre de ese mismo año.
El 31 de julio del 2019 Nández jugaría su último partido con el club, Boca venció 2-0 a Paranaense certificando el pase a cuartos de Copa Libertadores 2019. Nahitan se iría de la cancha ovacionado y lloró de la emoción dejando abierta la puerta a un posible regreso.

### Cagliari Calcio
Fue vendido al Cagliari Calcio, la transferencia se cerró en 20 millones de dólares, de los cuales a Boca le quedaron 14 por tener el 70% de su ficha y además el club se quedó con el 10% de una futura venta.
Su último partido en Cagliari fue la derrota 3-2 ante Fiorentina el 23 de mayo de 2024, donde salió ovacionado por la hinchada al minuto 93 con el ingreso de Alessandro Di Pardo.

### Al-Qadisiyah
Ya terminada su etapa italiana, su nombre empieza a sonar en varios clubes como Roma o una posible vuelta a Boca pero, cuando todo indicaba que sería nuevo refuerzo de I Giallorossi, es el Al-Qadisiyah Football Club, de segunda división, el que lo presenta en redes sociales como flamante refuerzo: su contrato con el equipo saudí es de tres temporadas. Finaliza, así, su etapa en Europa e inicia una nueva en Asia.

## Selección nacional

### Juveniles
Se puso por primera vez la Celeste en juveniles el 15 de abril de 2014, jugando ante Chile un amistoso en Maldonado, el partido terminó 3 a 0 a favor de Uruguay con una gran actuación suya. El partido fue observado por el D. T. de la selección absoluta Óscar Washington Tabárez y su cuerpo técnico.
El 5 de diciembre fue incluido en la lista de preseleccionados para defender a Uruguay en el Campeonato Sudamericano Sub-20 de 2015.
Finalmente el 3 de enero de 2015 fue confirmado para el Sudamericano. Jugó 8 partidos, fue el capitán de la selección, terminaron en tercer lugar y clasificaron al Mundial Sub-20.
El 14 de mayo fue seleccionado para defender a Uruguay en la Copa Mundial Sub-20 de Nueva Zelanda. Jugó 4 partidos, como capitán, pero quedaron eliminados en octavos de final contra Brasil, luego de empatar 0 a 0, perdieron 5 a 4 por penales.
El 21 de mayo de 2015 fue incluido en la lista preliminar de 30 jugadores para defender a la selección de Uruguay en los Juegos Panamericanos de Toronto.
Luego de mostrar un buen nivel en la Copa Mundial Sub-20, el 17 de junio fue confirmado en la lista de 18 jugadores para defender a la Celeste en los Panamericanos que se realizarán en Canadá. El 29 de junio se confirmó que Peñarol prefirió que Nahitan participe de la pretemporada con el club y no ser parte de la selección. La selección panamericana logró la medalla de oro al derrotar a México en la final.

#### Participaciones en juveniles
| Competición                            | Sede          | Resultado        | Part. | Goles |
| -------------------------------------- | ------------- | ---------------- | ----- | ----- |
| Campeonato Sudamericano Sub-20 de 2015 | Uruguay       | Tercer lugar     | 8     | 0     |
| Copa Mundial Sub-20 de 2015            | Nueva Zelanda | Octavos de final | 4     | 0     |

### Absoluta
El 24 de agosto de 2015 fue convocado por primera vez a la selección absoluta de Uruguay, para jugar 2 amistosos en la fecha FIFA de septiembre, contra Panamá y Costa Rica.
Debutó con la mayor el 8 de septiembre contra Costa Rica, en el Estadio Nacional de San José, ingresó al minuto 36 por Álvaro González y perdieron 1 a 0.

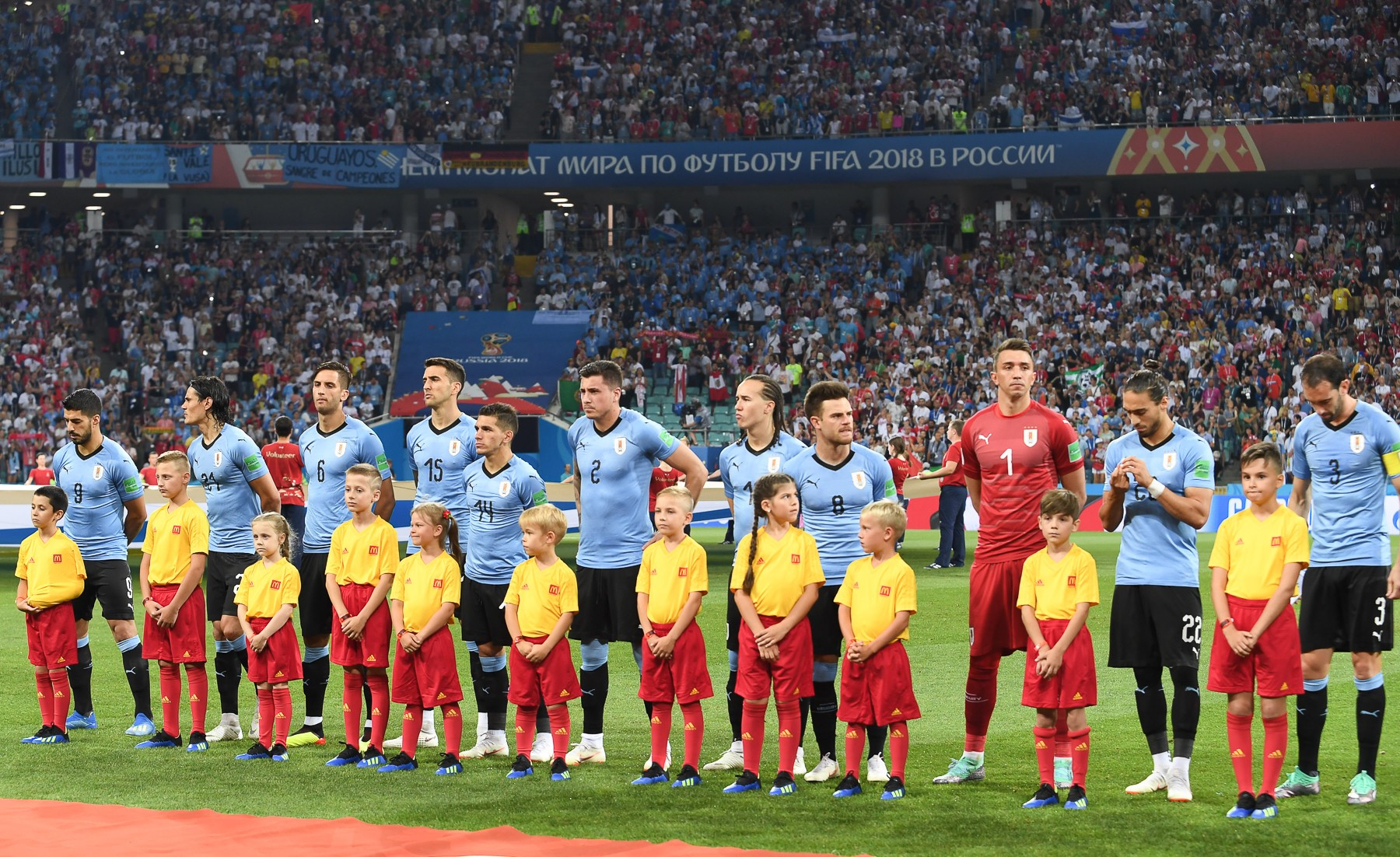
Nandez (con la número 8 de frente) disputando la Copa Mundial de Fútbol de 2018.

Por segunda vez fue convocado el 29 de septiembre, para disputar las 2 primera fechas eliminatorias para el Mundial en 2018. Debutó en una competición oficial con la mayor el 13 de octubre, ingresó los minutos finales del partido contra Colombia en el Estadio Centenario y ganaron 3 a 0.
Su tercer llamado fue en la siguiente fecha FIFA, para jugar las fechas 3 y 4 de las eliminatorias. Viajó a Quito para enfrentar a Ecuador, estuvo en el banco de suplentes sin minutos y perdieron 2 a 1. El 17 de noviembre, ya en Montevideo, jugaron contra el campeón de la Copa América, Chile, Nahitan ingresó al minuto 79 y ganaron 3 a 0, le quitaron un invicto de 11 partidos a los chilenos. Uruguay consiguió 9 puntos en 4 partidos, por lo que se posicionó en el segundo lugar de la clasificación.

#### Participaciones en fases finales
| Torneo               | Sede           | Resultado        | Part. | Goles |
| -------------------- | -------------- | ---------------- | ----- | ----- |
| Copa Mundial de 2018 | Rusia          | Cuartos de final | 5     | 0     |
| Copa América 2019    | Brasil         | Cuartos de final | 4     | 0     |
| Copa América 2021    | Brasil         | Cuartos de final | 5     | 0     |
| Copa América 2024    | Estados Unidos | Tercer lugar     | 5     | 0     |

## Estadísticas

### Clubes
Actualizado hasta su último partido disputado el 30 de mayo de 2025.
| Club                              | Div.          | Temporada     | Liga  | Liga  | Liga   | Copas nacionales | Copas nacionales | Copas nacionales | Copas internacionales | Copas internacionales | Copas internacionales | Total | Total | Total  |
| Club                              | Div.          | Temporada     | Part. | Goles | Asist. | Part.            | Goles            | Asist.           | Part.                 | Goles                 | Asist.                | Part. | Goles | Asist. |
| --------------------------------- | ------------- | ------------- | ----- | ----- | ------ | ---------------- | ---------------- | ---------------- | --------------------- | --------------------- | --------------------- | ----- | ----- | ------ |
| C. A. Peñarol · Uruguay           | 1.ª           | 2013-14       | 5     | 0     | 0      | ―                | ―                | ―                | ―                     | ―                     | ―                     | 5     | 0     | 0      |
| C. A. Peñarol · Uruguay           | 1.ª           | 2014-15       | 10    | 0     | 0      | ―                | ―                | ―                | 1                     | 0                     | 0                     | 11    | 0     | 0      |
| C. A. Peñarol · Uruguay           | 1.ª           | 2015-16       | 28    | 1     | 1      | ―                | ―                | ―                | 5                     | 0                     | 0                     | 33    | 1     | 1      |
| C. A. Peñarol · Uruguay           | 1.ª           | 2016          | 13    | 0     | 4      | ―                | ―                | ―                | 1                     | 0                     | 0                     | 14    | 0     | 4      |
| C. A. Peñarol · Uruguay           | 1.ª           | 2017          | 20    | 7     | 5      | ―                | ―                | ―                | 4                     | 0                     | 1                     | 24    | 7     | 6      |
| C. A. Peñarol · Uruguay           | Total club    | Total club    | 76    | 8     | 10     | 0                | 0                | 0                | 11                    | 0                     | 1                     | 87    | 8     | 11     |
| C. A. Boca Juniors Argentina      | 1.ª           | 2017-18       | 24    | 4     | 1      | 3                | 0                | 0                | 3                     | 0                     | 0                     | 30    | 4     | 1      |
| C. A. Boca Juniors Argentina      | 1.ª           | 2018-19       | 12    | 2     | 1      | 9                | 0                | 0                | 14                    | 0                     | 4                     | 35    | 2     | 5      |
| C. A. Boca Juniors Argentina      | 1.ª           | 2019-20       | ―     | ―     | ―      | ―                | ―                | ―                | 2                     | 0                     | 1                     | 2     | 0     | 1      |
| C. A. Boca Juniors Argentina      | Total club    | Total club    | 36    | 6     | 2      | 12               | 0                | 0                | 19                    | 0                     | 5                     | 67    | 6     | 7      |
| Cagliari Calcio · Italia          | 1.ª           | 2019-20       | 35    | 2     | 4      | 3                | 0                | 0                | ―                     | ―                     | ―                     | 38    | 2     | 4      |
| Cagliari Calcio · Italia          | 1.ª           | 2020-21       | 32    | 2     | 3      | 2                | 0                | 0                | ―                     | ―                     | ―                     | 34    | 2     | 3      |
| Cagliari Calcio · Italia          | 1.ª           | 2021-22       | 21    | 0     | 2      | 1                | 0                | 0                | ―                     | ―                     | ―                     | 22    | 0     | 2      |
| Cagliari Calcio · Italia          | 2.ª           | 2022-23       | 37    | 0     | 6      | ―                | ―                | ―                | ―                     | ―                     | ―                     | 37    | 0     | 6      |
| Cagliari Calcio · Italia          | 1.ª           | 2023-24       | 33    | 2     | 3      | 1                | 0                | 0                | ―                     | ―                     | ―                     | 34    | 2     | 3      |
| Cagliari Calcio · Italia          | Total club    | Total club    | 158   | 6     | 18     | 7                | 0                | 0                | 0                     | 0                     | 0                     | 165   | 6     | 18     |
| Al-Qadisiyah F. C. Arabia Saudita | 1.ª           | 2024-25       | 28    | 0     | 6      | 5                | 0                | 0                | ―                     | ―                     | ―                     | 33    | 0     | 6      |
| Al-Qadisiyah F. C. Arabia Saudita | Total club    | Total club    | 28    | 0     | 6      | 5                | 0                | 0                | 0                     | 0                     | 0                     | 33    | 0     | 6      |
| Total carrera                     | Total carrera | Total carrera | 298   | 20    | 36     | 24               | 0                | 0                | 30                    | 0                     | 6                     | 352   | 20    | 42     |
| 1. 2. 3.                          |               |               |       |       |        |                  |                  |                  |                       |                       |                       |       |       |        |

### Selecciones
Actualizado hasta su último partido disputado el 10 de junio de 2025.
| Selección          | Año             | Amistosos | Amistosos | Amistosos | Eliminatorias | Eliminatorias | Eliminatorias | Continental | Continental | Continental | Mundial | Mundial | Mundial | Total | Total | Total  |
| Selección          | Año             | Part.     | Goles     | Asist.    | Part.         | Goles         | Asist.        | Part.       | Goles       | Asist.      | Part.   | Goles   | Asist.  | Part. | Goles | Asist. |
| ------------------ | --------------- | --------- | --------- | --------- | ------------- | ------------- | ------------- | ----------- | ----------- | ----------- | ------- | ------- | ------- | ----- | ----- | ------ |
| Sub-20 · Uruguay   | 2015            | 2         | 0         | 0         | ―             | ―             | ―             | 8           | 0           | 0           | 4       | 0       | 0       | 14    | 0     | 0      |
| Sub-20 · Uruguay   | Total           | 2         | 0         | 0         | 0             | 0             | 0             | 8           | 0           | 0           | 4       | 0       | 0       | 14    | 0     | 0      |
| Absoluta · Uruguay | 2015            | 1         | 0         | 0         | 2             | 0             | 0             | ―           | ―           | ―           | ―       | ―       | ―       | 3     | 0     | 0      |
| Absoluta · Uruguay | 2017            | 3         | 0         | 0         | 3             | 0             | 0             | ―           | ―           | ―           | ―       | ―       | ―       | 6     | 0     | 0      |
| Absoluta · Uruguay | 2018            | 6         | 0         | 1         | ―             | ―             | ―             | ―           | ―           | ―           | 5       | 0       | 0       | 11    | 0     | 1      |
| Absoluta · Uruguay | 2019            | 7         | 0         | 0         | ―             | ―             | ―             | 4           | 0           | 0           | ―       | ―       | ―       | 11    | 0     | 0      |
| Absoluta · Uruguay | 2020            | ―         | ―         | ―         | 4             | 0             | 1             | ―           | ―           | ―           | ―       | ―       | ―       | 4     | 0     | 1      |
| Absoluta · Uruguay | 2021            | ―         | ―         | ―         | 9             | 0             | 1             | 5           | 0           | 1           | ―       | ―       | ―       | 14    | 0     | 2      |
| Absoluta · Uruguay | 2023            | ―         | ―         | ―         | 4             | 0             | 0             | ―           | ―           | ―           | ―       | ―       | ―       | 4     | 0     | 0      |
| Absoluta · Uruguay | 2024            | 2         | 0         | 0         | 4             | 0             | 0             | 5           | 0           | 0           | ―       | ―       | ―       | 11    | 0     | 0      |
| Absoluta · Uruguay | 2025            | ―         | ―         | ―         | 4             | 0             | 0             | ―           | ―           | ―           | ―       | ―       | ―       | 4     | 0     | 0      |
| Absoluta · Uruguay | Total           | 19        | 0         | 1         | 30            | 0             | 2             | 14          | 0           | 1           | 5       | 0       | 0       | 68    | 0     | 4      |
| Total selección    | Total selección | 21        | 0         | 1         | 30            | 0             | 2             | 22          | 0           | 1           | 9       | 0       | 0       | 82    | 0     | 4      |
| 1. 2. 3.           |                 |           |           |           |               |               |               |             |             |             |         |         |         |       |       |        |

### Resumen estadístico
| Torneo                  | Part. | Goles | Asist. |
| ----------------------- | ----- | ----- | ------ |
| Liga                    | 298   | 20    | 36     |
| Copas nacionales        | 24    | 0     | 0      |
| Torneos internacionales | 30    | 0     | 6      |
| Selección de Uruguay    | 68    | 0     | 4      |
| Total                   | 420   | 20    | 46     |

## Palmarés

### Campeonatos nacionales
| Título              | Equipo             | País      | Año     |
| ------------------- | ------------------ | --------- | ------- |
| Primera División    | C. A. Peñarol      | Uruguay   | C-2015  |
| Primera División    | C. A. Peñarol      | Uruguay   | A-2015  |
| Campeonato Uruguayo | C. A. Peñarol      | Uruguay   | 2015-16 |
| Campeonato Uruguayo | C. A. Peñarol      | Uruguay   | 2017    |
| Primera División    | C. A. Boca Juniors | Argentina | 2017-18 |
| Supercopa Argentina | C. A. Boca Juniors | Argentina | 2018    |

### Distinciones individuales
| Distinción                        | Año  |
| --------------------------------- | ---- |
| Parte del Equipo Ideal de América | 2018 |